# شيريخان
شيريخان (بالهندية: शेर खान) هو بَبْر خيالي وهو أحد شخصيات رواية كتاب الأدغال (ماوكلي فتى الأدغال) التي ألفها روديارد كبلينغ وبطلها الرئيسي ماوكلي، الذي تاه طفلاً في الأدغال فربّته الذئاب. يتم تصوير شيريخان كببرٍ شرير يحاول ماوكلي الانتقام منه بسبب قتله لوالده الذئب الذي رباه. اسم شيريخان مشتق من اللغة الهندية وهو يعني الزعيم الببر 